# 巴黎围城战 (845年)

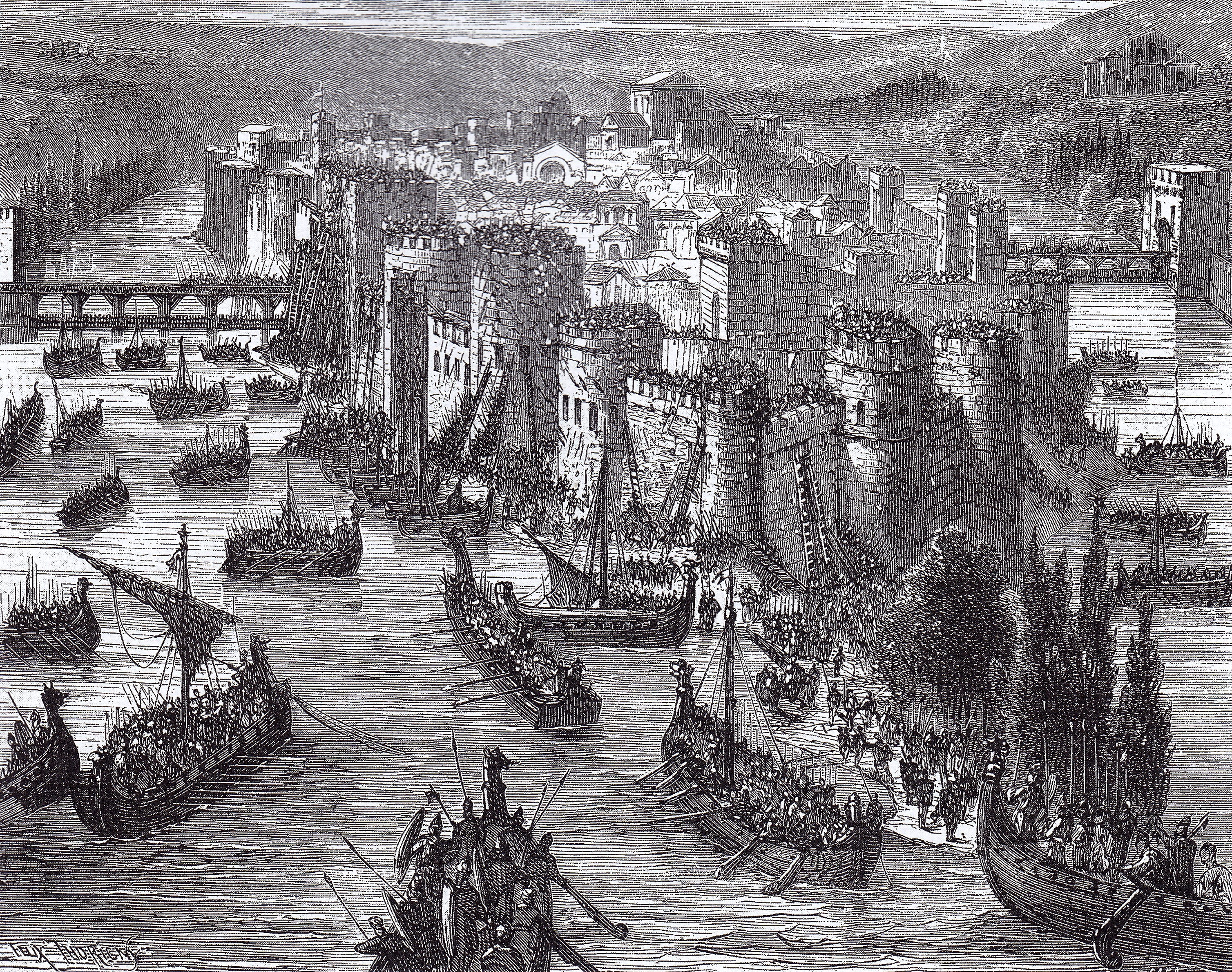
巴黎围城战

巴黎围城战是845年維京人入侵西法蘭克王國的一場戰鬥。维京人军队當時由一位诺斯人（有人認為是拉格納·洛德布羅克）率领。維京人軍隊由120艘維京船组成，這些载着数千名維京人士兵的船隻于845年3月駛入塞纳河，并沿河向巴黎進發。
西法蘭克王國国王秃头查理召集军队抵抗維京人，但在维京人击败了一半的秃头查理军队一半后，剩余的秃头查理部队就撤退了。月底，维京人攻入巴黎。他们洗劫并占领了这座城市，在秃头查理支付了7000里弗尔的赎金后，維京人撤退。